# DeAndre Ayton
Deandre Edoneille Ayton Sr. (/diˈɑːndreɪ ˈeɪtən/ DEE-ahn-DRAY-_-AY-tən; nascut el 23 de juliol de 1998) és un jugador professional de basketball bahamià per als Los Angeles Lakers de la National Basketball Association (NBA). Un jugador prometedor de cinc estrelles al grup del 2017 i un McDonald's All-American, va jugar una temporada de college basketball pels Arizona Wildcats, obtenint els honors de Millor Jugador de la Pac-12. Ayton va ser seleccionat amb la primera elecció general al 2018 NBA draft pels Phoenix Suns i va ser nomenat al NBA All-Rookie First Team el 2019. El 2021, va ajudar a liderar els Suns a la seva primera aparició a les Finals de la NBA des de 1993.

## Primers anys
El pare d'Ayton és nigerià i la seva mare és d'origen jamaicà. Va començar a jugar a bàsquet a quart curs. Als 12 anys, mesurava 6 peus 5 polzades (1.96 m). Ayton es va mudar de les Bahames a San Diego, Califòrnia, per jugar a bàsquet a l'institut.

## Trajectòria a l'institut
Ayton va assistir a l'escola Balboa a Califòrnia i va començar a l'equip de bàsquet universitari durant dos anys. Com a estudiant de segon curs el 2014-15, Ayton va liderar Balboa a un rècord de 17-14, amb una mitjana de 21 punts, 16 rebots i 6,9 taps per partit. Va acumular dobles-dobles en 21 de 22 partits de la temporada regular. Aquell estiu, va tenir una mitjana de 16,5 punts, 13,5 rebots i 2,2 taps per partit per a Supreme Court AAU (Califòrnia) al circuit Under Armour.
Ayton el 2015-16, el seu tercer any, va ser transferit a la Hillcrest Prep Academy a Phoenix, Arizona per jugar els seus dos últims anys. Durant aquest any d'institut, es va convertir en company d'equip d'un altre jugador d'elit de la classe del 2017, la segona elecció del 2018 Marvin Bagley III. Durant el seu tercer any, Ayton va tenir una mitjana de 29,2 punts, 16,7 rebots i 3,8 taps per partit.
Com a sènior el 2016-17, Ayton va liderar Hillcrest a un rècord de 33-6 i classificacions nacionals en múltiples canals mentre tenia una mitjana de 26 punts, 15 rebots i 3,5 taps. Va liderar Hillcrest a un Campionat Mundial Grind Session, obtenint el MVP de les finals i el MVP de la temporada. Mentre representava l'equip World Select, Ayton va jugar al Nike Hoop Summit de 2016, contribuint amb vuit punts i set rebots.

### Reclutament
Ayton va ser considerat un dels millors candidats a la classe de reclutament del 2017 per Scout.com, Rivals.com i ESPN. Va ser classificat com a recrut de cinc estrelles i el tercer recrut global i el primer pivot de la classe d'institut del 2017. El 2015, va ser classificat per Scout com el millor candidat de tot l'institut a la seva llista "Ultimate 100". Ayton havia reduït les seves opcions entre tres escoles: Arizona, Kansas i Kentucky. El 6 de setembre de 2016, es va comprometre a jugar pels Arizona Wildcats, i va signar la seva carta d'intencions.

## Trajectòria a la universitat

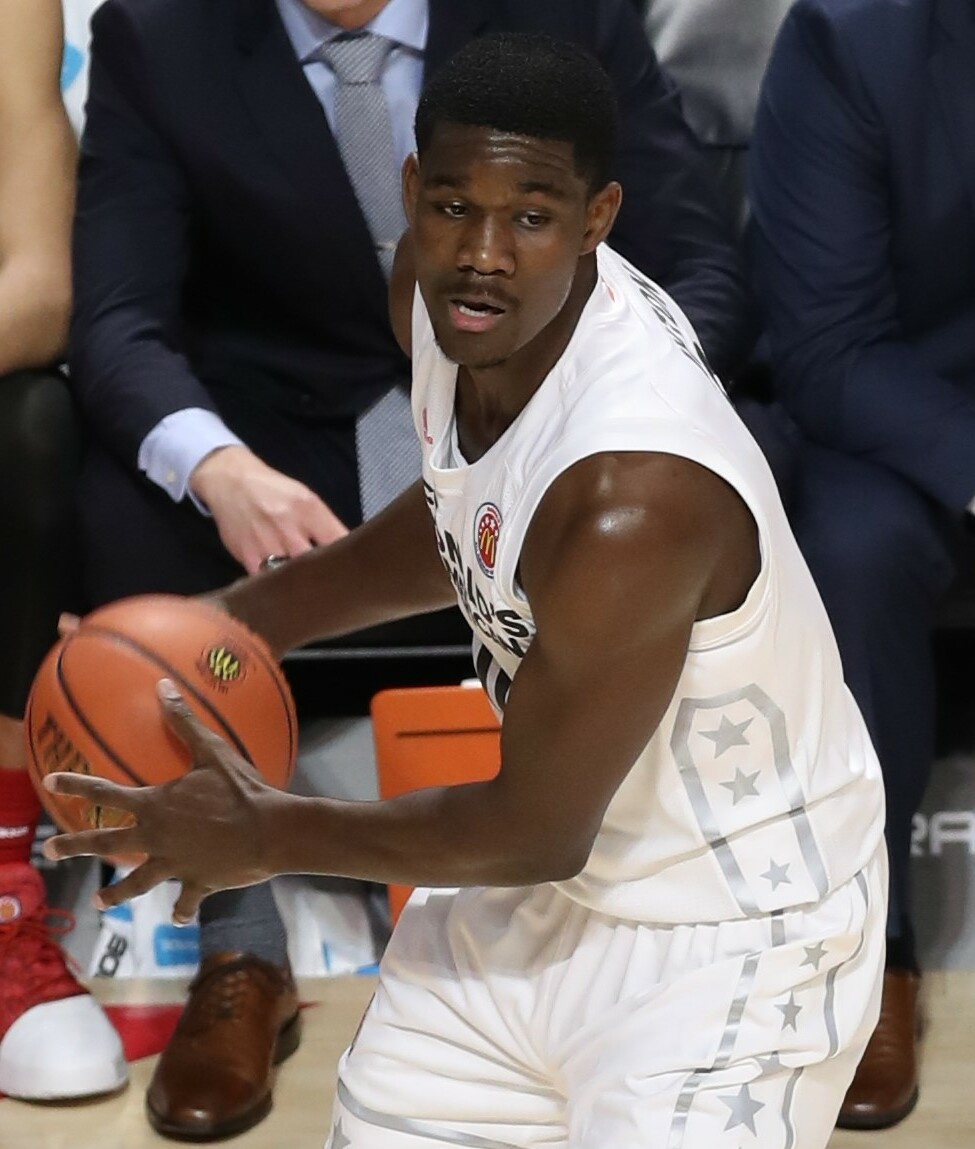
Ayton el 2017

Ayton va debutar amb els University of Arizona l'10 de novembre de 2017, registrant 19 punts, 12 rebots i 3 taps en una victòria per 101-67 sobre els Northern Arizona Lumberjacks. Els seus 19 punts van ser els setens més per a un jugador de primer any en un debut a Arizona. Al llarg de la seva trajectòria universitària, va ser utilitzat com a aler pivot en lloc de pivot; Dušan Ristić va ser el pivot titular d'Arizona. El 9 de desembre de 2017, Ayton va registrar el que era, en aquell moment, un màxim de 29 punts i 18 rebots en una victòria per 88-82 sobre els Alabama Crimson Tide. El 30 de desembre de 2017, contra el rival estatal Arizona State Sun Devils, va registrar 19 rebots, el que seria un màxim de temporada en aquell moment. El 20 de gener de 2018, contra Stanford, va bloquejar sis tirs, el que el va igualar amb el màxim en un sol partit de jugador de primer any a Arizona. També havia registrat 17 partits de 20 punts i 23 dobles-dobles en 34 partits. No obstant això, mentre Ayton va tenir alguns grans èxits durant la seva temporada de primer any, també hi va haver controvèrsies durant els seus últims mesos allà.
El 23 de febrer de 2018, una intercepció telefònica de l'FBI va revelar que l'entrenador principal d'Arizona, Sean Miller, presumptament va parlar amb Christian Dawkins (una figura clau implicada en l'2017–18 NCAA Division I men's basketball corruption scandal) per parlar de pagar a Ayton 100.000 dòlars per permetre-li entrar a la universitat, amb la situació monetària sent tractada directament amb ell. Mentre Miller no entrenaria el partit següent un dia després contra Oregon (l'entrenador assistent Lorenzo Romar substituiria Miller aquella nit), Ayton seguiria podent jugar aquell dia com a pivot titular. En aquell partit, Ayton registraria 28 punts, 18 rebots i 4 taps en la derrota a la pròrroga contra Oregon. La conversa interceptada presumptament va tenir lloc el 2016, quan Ayton encara assistia a la Hillcrest Prep Academy. Més tard, l'11 d'octubre de 2018, un funcionari del govern va revelar que un consultor d'Adidas, ara ex, anomenat T.J. Gassnola, va pagar una quantitat de diners desconeguda a la família d'Ayton a través de Christian Dawkins per assistir a alguns programes patrocinats per Adidas. El 2 de maig de 2019, els fiscals federals van reproduir una trucada interceptada del 20 de juny de 2017, entre Dawkins i l'ex entrenador assistent Emanuel Richardson, que Miller estava pagant a Ayton 10.000 dòlars al mes mentre estava matriculat a Arizona.
El 3 de març de 2018, després del seu últim partit de temporada regular a casa contra Califòrnia, on va registrar 26 punts i un màxim de 20 rebots en una victòria per 66-54 sobre California, l'entrenador principal Sean Miller va honorar Ayton, així com els estudiants de menor curs Rawle Alkins i Allonzo Trier, amb confirmacions que tots entrarien al 2018 NBA draft al final d'aquesta temporada. El 9 de març, Ayton registraria un màxim de 32 punts amb 14 rebots en una victòria per 78-67 a la pròrroga contra UCLA. Va igualar aquest màxim de punts l'endemà, juntament amb 18 rebots al partit del campionat de la Pac-12 contra USC, on els Wildcats van guanyar 75-61. Ayton seria nomenat el Jugador Més Destacat del torneig Pac-12 durant l'esdeveniment. Al final de la temporada regular, Ayton va ser nomenat tant el Millor Jugador de la Pac-12 com el Millor Jugador de Primer Any de la Pac-12, així com un membre del primer equip All-Pac-12 (tant en termes de votació regular com de votació a través d'Associated Press) i va ser nomenat guanyador del Karl Malone Award. També va ser votat com a consens de primer equip All-American. A més, Ayton va ser un dels tres jugadors de primer any que van formar part del primer equip All-American, unint-se a Marvin Bagley III i Trae Young per a la majoria de membres del primer equip de primer any en una temporada. 
Després de la derrota sorprenent d'Arizona contra la University at Buffalo a la Ronda de 64 del torneig de bàsquet masculí de la NCAA de 2018, Ayton va anunciar la seva intenció de renunciar a les seves tres últimes temporades d'elegibilitat universitària i declarar-se per al 2018 NBA draft, on s'esperava que fos una selecció d'elit de la loteria del draft de la NBA, si no la potencial primera elecció. El 26 d'abril de 2018, Ayton va anunciar que va signar amb l'agent Nima Namakian.

## Trajectòria professional

### Phoenix Suns (2018–2023)
==== Temporada 2018-19: Honors All-Rookie====El 21 de juny de 2018, els Phoenix Suns van seleccionar Ayton amb la primera elecció global al 2018 NBA draft. Va ser la primera elecció número 1 de la franquícia en la seva història. Mai abans el jugador escollit amb la primera elecció global havia anat a un equip de l'estat on va jugar a l'institut i a la universitat abans d'entrar a la NBA. Ayton es va unir a l'equip dels 2018 NBA Summer League Suns el 1r de juliol de 2018, signant el seu contracte d'escala de jugador novell cinc dies després. En el seu debut a la Summer League el 6 de juliol, Ayton va registrar 10 punts i 8 rebots en una victòria de 92–85 sobre els Dallas Mavericks. Al final de l'esdeveniment, Ayton va tenir una mitjana de doble-doble de 14,5 punts i 10,5 rebots en quatre partits jugats i va ser nomenat membre del All-Summer League Second Team. També va tenir una mitjana de 18,2 punts, 9,8 rebots, 2,0 taps, 1,4 assistències i 0,8 robatoris per partit en cinc partits durant la pretemporada de 2018 amb els Suns. Cap al final de la pretemporada, va liderar tots els jugadors de la NBA en punts, rebots, taps, tirs lliures i intents de tir de camp.
Ayton va debutar a la NBA en el partit inaugural de la temporada el 17 d'octubre de 2018, i va aconseguir un doble-doble amb 18 punts i 10 rebots, així com un màxim de temporada de 6 assistències, un robatori i un tap amb 36 minuts jugats com a titular en una victòria de 121–100 sobre els Dallas Mavericks. Això va convertir Ayton en el primer jugador a registrar aquestes estadístiques en el seu partit de debut des de Lew Alcindor el 1969, així com el tercer jugador des de Oscar Robertson el 1960. Cinc dies més tard, Ayton va registrar un doble-doble de 20 punts i 14 rebots (juntament amb cinc assistències) en una derrota de 123–103 davant els Golden State Warriors. El 27 d'octubre, va registrar 24 punts amb un tir gairebé perfecte (12/13 tirs anotats) juntament amb 5 assistències en una derrota davant els Memphis Grizzlies. Es va convertir en el segon jugador novell en 40 temporades (el primer va ser Adam Keefe) a aconseguir almenys 12 tirs amb un percentatge de tir de camp del 90% o superior. Sis dies més tard, Ayton va registrar un doble-doble de 17 punts i un màxim de temporada de 18 rebots en una derrota de 107–98 davant els Toronto Raptors. Ayton més tard va registrar un nou màxim de la seva carrera de 33 punts, juntament amb 14 rebots, en una derrota de 122–118 davant els Denver Nuggets el 29 de desembre. Durant la primera meitat de la temporada, Ayton va començar en cada partit pels Suns quan estava sa, excepte un. El 29 de gener de 2019, Ayton va ser nomenat membre de l'equip Mundial per al Rising Stars Challenge al 2019 NBA All-Star Weekend. El 27 de març, Ayton va batre el rècord de novell d'Alvan Adams de més dobles-dobles registrats per un novell en la història de la franquícia. No obstant això, Ayton es va torçar el turmell esquerre tres dies més tard contra els Memphis Grizzlies, acabant la seva temporada de novell abans del previst. Es va convertir en el tercer jugador novell en una dècada a tenir una mitjana de doble-doble en la seva temporada de novell, unint-se a Blake Griffin i Karl-Anthony Towns. Al final de la temporada, Ayton va ser nomenat com un dels tres finalistes per al NBA Rookie of the Year Award en el programa 2019 NBA Awards. El 21 de maig, Ayton va ser seleccionat per a l'2019 All-Rookie First Team.

#### Temporada 2019–20: Suspensió i millora com a jugador de segon any
El 24 d'octubre de 2019, després del partit inaugural de la temporada 2019–20, Ayton va ser suspès durant 25 partits després de donar positiu per un diuretic, violant la política antidopatge de la lliga. Va tornar de la seva suspensió el 17 de desembre contra els Los Angeles Clippers, aconseguint 18 punts i 12 rebots en una derrota de 120–99. Ayton va ser posteriorment apartat immediatament durant els cinc partits següents a causa d'un esquinç al turmell dret abans de tornar, aquesta vegada sortint des de la banqueta, el 30 de desembre en una victòria de 122–116 sobre els Portland Trail Blazers. Va tornar com a titular, encara que com a ala-pivot, el 3 de gener de 2020, en una victòria de 120–112 sobre els New York Knicks. Després d'uns quants partits més, Ayton es va convertir en el pivot titular de l'equip el 16 de gener. Aquella nit, va aconseguir 26 punts i va aconseguir un màxim de la seva carrera de 21 rebots en una victòria de 121–98 sobre els Knicks. Es va convertir en el primer jugador dels Suns des de Steve Nash a aconseguir un partit de 20/20 per a l'equip (el primer jugador des de Amar'e Stoudemire en termes de punts i rebots específicament), així com el jugador més jove a tenir 25+ punts i 20+ rebots al Madison Square Garden. El 28 de gener, Ayton va aconseguir un màxim de la temporada de 31 punts en una victòria de 133–104 sobre els Dallas Mavericks. Dos dies més tard, es va anunciar que Ayton tornaria al Rising Stars Challenge per a l'equip Mundial; es va unir a Amar'e Stoudemire i Devin Booker com a participants anunciats a l'esdeveniment pels Suns tant com a novell com a jugador de segon any, encara que no jugaria a causa d'una lesió al turmell esquerre, sent finalment substituït per Nicolò Melli. L'8 de febrer, Ayton va aconseguir 28 punts i va aconseguir 19 rebots en una derrota davant els Denver Nuggets. Es va convertir en el jugador més ràpid en la història de la franquícia a aconseguir 1.000 rebots en 94 partits, així com el quart jugador més ràpid a aconseguir 1.000 des de 1992. Ayton més tard va igualar la seva actuació de 28 punts i 19 rebots el 22 de febrer en una victòria de 112–104 sobre els Chicago Bulls. Després de patir una lesió al turmell el 3 de març contra els Toronto Raptors, Ayton va tornar a jugar als partits de la bombolla de la temporada represa el 31 de juliol, aconseguint 24 punts (incloent 2 de 3 tirs de tres punts per als seus primers tres punts professionals) i 12 rebots en una victòria de 125–112 sobre els Washington Wizards. Va començar en set dels vuit partits de l'equip a la 2020 NBA Bubble per donar-los un rècord perfecte de 8–0 allà, donant als Suns la seva primera ratxa de vuit victòries des de la temporada 2009–10, acabant la seva temporada regular amb un rècord de 34–39.

#### Temporada 2020–21: Primera aparició als playoffs i Finals NBA
Després de lluitar en l'aspecte ofensiu a principis de temporada (centrant-se més en la defensa), Ayton tornaria de la suspensió de tres partits de l'equip (a causa de protocols COVID-19 a mitjans de gener) amb nits consecutives com a màxim rebotejador i anotador de l'equip els dies 18 i 20 de gener de 2021. En el partit del 20 de gener contra els Houston Rockets, Ayton va tenir 26 punts, 17 rebots i un màxim de la seva carrera de 5 taps en una victòria de 109–103 a fora. Es va convertir en el primer jugador dels Suns des de Shawn Marion el 2007 a aconseguir almenys 25 punts, 15 rebots i 5 taps en un sol partit, així com l'únic altre jugador dels Suns a fer-ho en les últimes 30 temporades. Ayton ajudaria Phoenix a aconseguir la seva primera plaça als playoffs des de la 2010.
El 23 de maig, Ayton va debutar als playoffs de la NBA, aconseguint 21 punts amb un 10 de 11 en tirs de camp, juntament amb 16 rebots, en una victòria de 99–90 en el primer partit de la primera ronda sobre els campió defensor Los Angeles Lakers. En el segon partit de les Finals de Conferència, Ayton va aconseguir 24 punts, juntament amb una matxada guanyadora a l'últim segon, i 14 rebots, en una victòria de 104–103 sobre els Los Angeles Clippers per aconseguir una avantatge de 2–0 a la sèrie. En el quart partit de les Finals de Conferència, Ayton va aconseguir 19 punts, 22 rebots i 4 taps en una victòria de 84–80 sobre els Clippers. En el sisè partit de les Finals de Conferència, Ayton va aconseguir 16 punts i 17 rebots en una victòria de 130–103 sobre els Clippers, per liderar els Suns a les Finals NBA per primera vegada des de 1993. En el primer partit de les Finals de la NBA contra els Milwaukee Bucks, Ayton va aconseguir 22 punts i 19 rebots en una victòria de 118–105. Els Suns van aconseguir una avantatge de 2–0 a la sèrie, però van perdre la sèrie en sis partits.

#### Temporada 2021–22: Rècord de franquícia en victòries
Ayton i els Phoenix Suns no van poder acordar una extensió de contracte de jugador novell abans de la temporada. El 23 de març de 2022, Ayton va aconseguir un màxim de la seva carrera de 35 punts amb un 15 de 24 en tirs de camp i va aconseguir 14 rebots en una victòria de 125–116 sobre els Minnesota Timberwolves. Ayton i els Suns van acabar la temporada regular amb el millor rècord general de la lliga amb 64–18. El 22 d'abril, Ayton va aconseguir un màxim de la seva carrera als playoffs de 28 punts, va aconseguir 17 rebots i va igualar el seu màxim de la seva carrera als playoffs amb tres robatoris en una victòria de 114–111 en el tercer partit contra els New Orleans Pelicans a la primera ronda dels playoffs. El 2 de maig, en el primer partit de les Semifinals de Conferència Oest, Ayton va registrar 25 punts i vuit rebots en una victòria de 121–114 sobre els Dallas Mavericks. Els Suns van aconseguir una avantatge de 2–0 a la sèrie abans de perdre en set partits.
==== Temporada 2022–23: Extensió de contracte====---
No es possible acordar una extensió de contracte amb els Phoenix Suns, Ayton es va convertir en un agent lliure restringit durant la temporada baixa. El 14 de juliol de 2022, va signar una oferta de quatre anys i 133 milions de dòlars amb els Indiana Pacers, la més gran de la història de la lliga. Els Suns van igualar ràpidament l'oferta dels Pacers. El 18 de juliol de 2022, Ayton va signar el contracte plurianual dels Suns. El 25 de novembre, Ayton va anotar 28 punts amb 11 de 13 tirs de camp i va capturar 12 rebots en una victòria de 108-102 sobre els Detroit Pistons. En el següent partit, Ayton va registrar 29 punts i un màxim de temporada de 21 rebots en una victòria de 113-112 sobre els Utah Jazz. Es va convertir en el primer jugador en tenir almenys 28 punts i 20 rebots en un partit pels Suns des de Amar'e Stoudemire el 2007. El 29 de novembre, Ayton va ser nomenat el jugador de la setmana de la Conferència Oest de la NBA Jugador de la Setmana de la Setmana 6 (21-27 de novembre), el seu primer premi de Jugador de la Setmana de la NBA. Va ajudar Phoenix a aconseguir una setmana invicta de 3-0 amb mitjanes de 23,7 punts i 16,0 rebots amb un 67,4% de tirs de camp. L'endemà, Ayton va anotar 30 punts juntament amb 14 rebots en una victòria de 132-113 sobre els Chicago Bulls. El 28 de desembre, Ayton va anotar un màxim de temporada de 31 punts en una derrota de 127-108 contra els Washington Wizards.
El 4 de febrer de 2023, Ayton va igualar el seu màxim de temporada amb 31 punts amb 13 de 15 tirs de camp i va capturar 16 rebots en una victòria de 116-110 sobre els Detroit Pistons. En el següent partit, Ayton va igualar el seu màxim de carrera amb 35 punts amb 14 de 18 tirs de camp i va capturar 15 rebots (incloent un rebot decisiu que va decidir el partit i dos tirs lliures decisius) en una victòria de 116-112 sobre els Brooklyn Nets.

### Portland Trail Blazers (2023–2025)
El 27 de setembre de 2023, Ayton, Toumani Camara, i una elecció de primera ronda del draft del 2029 van ser traspassats als Portland Trail Blazers juntament amb Jrue Holiday, com a part d'un traspàs de tres equips que va enviar Damian Lillard als Milwaukee Bucks i Grayson Allen, Jusuf Nurkić, Nassir Little, i Keon Johnson als Phoenix Suns.
El 30 d'octubre, Ayton va registrar 10 punts i un màxim de carrera de 23 rebots en una victòria de 99-91 sobre els Toronto Raptors. El 17 de gener de 2024, va perdre un partit contra els Brooklyn Nets a causa de les condicions de gel a la seva barriada que li van impedir poder viatjar al Moda Center. Malgrat la seva absència, Portland va derrotar Brooklyn, 105-103. El 9 de març, Ayton va registrar 30 punts i 19 rebots en una victòria de 128-118 a la pròrroga sobre els Toronto Raptors. El 13 de març, va anotar 33 punts i va capturar 19 rebots amb 15 de 20 tirs de camp en una victòria de 106-102 sobre els Atlanta Hawks. El 18 de març, es va revelar que Ayton havia quedat segon en la votació per al Jugador de la Setmana de la Conferència Oest de la NBA Jugador de la Setmana de la Setmana 21 (11-17 de març), amb una mitjana de 26,5 punts i 14,0 rebots mentre liderava Portland a un rècord de 2-2. El 5 d'abril, va anotar un màxim de temporada de 34 punts, juntament amb 13 rebots, tres assistències, dues robatoris i dos taps en una victòria de 108-102 sobre els Washington Wizards.
El 29 de juny de 2025, els Trail Blazers i Ayton van arribar a un acord de compra, convertint-lo en agent lliure. Segons Jason Quick de The Athletic, entre bastidors, els Blazers s'havien cansat dels mals hàbits d'Ayton. Segons els informes, Ayton arribava tard als entrenaments i als vols, i es saltava les cites de rehabilitació.

### Los Angeles Lakers (2025–present)
El 6 de juliol de 2025, Ayton va signar amb els Los Angeles Lakers. The Athletic va informar que l'acord és per a dos anys i 16,6 milions de dòlars, amb una opció de jugador per a la segona temporada, segons fonts de la lliga.

## Perfil del jugador
Ayton és conegut per ser un pivot fort i atlètic de 7 peus 1 polzada (2.16 m) amb sabates, amb un pes de 250 lliures (110 kg) reportat durant la seva temporada de rookie amb Phoenix. La seva envergadura s'ha projectat en 7 peus 5 polzades (2.26 m), mentre que el seu salt vertical està previst en 43.5 polzades (1,100 mm). Ell veu el seu joc com alguna cosa semblant al de Hakeem Olajuwon (principalment amb el seu treball de peus, que li permet mantenir-se al dia amb jugadors més petits) amb la mentalitat competitiva de Kevin Garnett. Abans del seu draft el 2018, l'analista d'ESPN Jay Williams el va comparar amb David Robinson i Anthony Davis.

## Estadístiques de la carrera

### NBA

#### Temporada regular
| Any     | Equip    | PJ  | PT  | Min  | %TC  | %T3  | %TL  | RPP  | APP | ROB | TPP | PPP  |
| ------- | -------- | --- | --- | ---- | ---- | ---- | ---- | ---- | --- | --- | --- | ---- |
| 2018-19 | Phoenix  | 71  | 70  | 30.7 | .585 | .000 | .746 | 10.3 | 1.8 | .9  | .9  | 16.3 |
| 2019-20 | Phoenix  | 38  | 32  | 32.5 | .546 | .331 | .753 | 11.5 | 1.9 | .7  | 1.5 | 18.2 |
| 2020-21 | Phoenix  | 69  | 69  | 30.6 | .626 | .200 | .769 | 10.5 | 1.4 | .6  | 1.2 | 14.4 |
| 2021-22 | Phoenix  | 58  | 58  | 29.5 | .634 | .368 | .746 | 10.2 | 1.4 | .7  | .7  | 17.2 |
| 2022-23 | Phoenix  | 67  | 67  | 30.4 | .589 | .292 | .760 | 10.0 | 1.7 | .6  | .8  | 18.0 |
| 2023-24 | Portland | 55  | 55  | 32.4 | .570 | .100 | .823 | 11.1 | 1.6 | 1.0 | .8  | 16.7 |
| 2024-25 | Portland | 40  | 40  | 30.2 | .566 | .188 | .667 | 10.2 | 1.6 | .8  | 1.0 | 14.4 |
| Carrera | Carrera  | 398 | 391 | 30.8 | .590 | .230 | .755 | 10.5 | 1.6 | .7  | 1.0 | 16.4 |

#### Playoffs
| Any     | Equip   | PJ | PT | Min  | %TC  | %T3  | %TL  | RPP  | APP | ROB | TPP | PPP  |
| ------- | ------- | -- | -- | ---- | ---- | ---- | ---- | ---- | --- | --- | --- | ---- |
| 2021    | Phoenix | 22 | 22 | 36.4 | .658 | —    | .736 | 11.8 | 1.1 | .8  | 1.1 | 15.8 |
| 2022    | Phoenix | 13 | 13 | 30.5 | .640 | .500 | .636 | 8.9  | 1.7 | .4  | .8  | 17.9 |
| 2023    | Phoenix | 10 | 10 | 31.9 | .550 | —    | .522 | 9.7  | 1.0 | .6  | .7  | 13.4 |
| Carrera | Carrera | 45 | 45 | 33.7 | .629 | .500 | .661 | 10.5 | 1.3 | .6  | .9  | 15.9 |

### Universitari
| Any     | Equip   | PJ | PT | Min  | %TC  | %T3  | %TL  | RPP  | APP | ROB | TPP | PPP  |
| ------- | ------- | -- | -- | ---- | ---- | ---- | ---- | ---- | --- | --- | --- | ---- |
| 2017–18 | Arizona | 35 | 35 | 33.5 | .612 | .343 | .733 | 11.6 | 1.6 | .6  | 1.9 | 20.1 |

## Assoliments i premis
NBA
- NBA All-Rookie First Team (2019)
- Participant del Rising Stars Challenge (2019)

Universitari
- Premi Karl Malone (2018)[26]
- Equip del torneig All-Pac-12 (2018)[100]
- Jugador més destacat del torneig Pac-12 (2018)[100]
- NBC Sports First Team All-American (2018)[101]
- AP Pac-12 Player of the Year (2018)[102]
- AP Pac-12 Newcomer of the Year (2018)[102]
- AP Pac-12 First Team All-American (2018)[102]
- USA Today First Team All-American (2018)[103]
- Sporting News First Team All-American (2018)[104]
- Pac-12 Player of the Year (2018)[105]
- Pac-12 Freshman Player of the Year (2018)[105]
- All-Pac-12 First team (2018)[106]
- All-Pac-12 Freshman team (2018)[106]
- All-Pac-12 Defensive team (2018)[106]
- USBWA District IX Player of the Year (2018)[107]
- Equip USBWA District IX All-District (2018)
- USBWA First Team All-American (2018)
- NABC First Team All-American (2018)
- NABC District 20 First team (2018)
- AP First Team All-American (2018)

Institut
- All-USA Boys Basketball First Team (2017)
- Naismith High School Boys All-America first team (2017)
- Maxpreps High School Boys Basketball All-American third team (2017)
- #0 retirat per Hillcrest Prep (2018)[108][109]

## Trajectòria amb la selecció nacional
Ayton va representar Les Bahames al 2016 Centrobasket, el campionat regional de basketball de FIBA Americas per a la subzona d'Amèrica Central i el Carib, on va tenir una mitjana de 11,1 rebots per partit, liderant el torneig. Als 18 anys, també va tenir una mitjana de 16 punts i 3,5 taps per partit. Set anys més tard, el 2023, Ayton es va unir a l'equip nacional de les Bahames per al Torneig Pre-Qualificatori Olímpic del 2024.

## Acords d'espònsorització
Al juny de 2018, Puma va anunciar que patrocinaria Ayton després que l'empresa alemanya anunciés que tornaria al mercat del bàsquet.

## Vida personal
Els dies després que l'Hurricane Dorian assolís les Bahames, Ayton va donar 100.000 dòlars a diverses accions de socors i va organitzar una recollida de socors el 10 de setembre de 2019 per recollir més subministraments i donacions per donar a les persones afectades per l'huracà.
El 6 de març de 2021, Ayton va donar la benvinguda al seu primer fill, Deandre Ayton Jr.